# De-a v-ați ascunselea

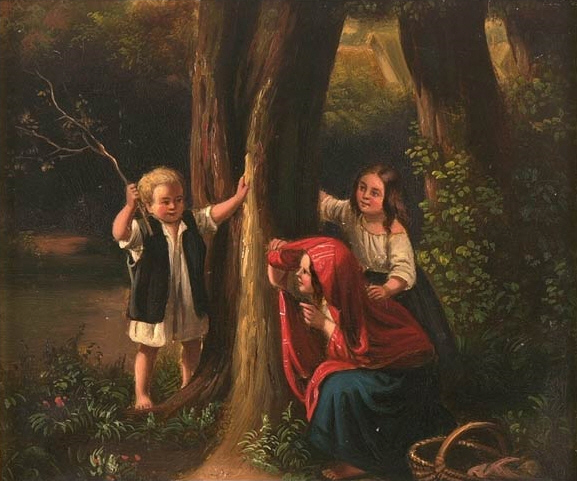
O pictură din secolul al XIX-lea în care trei copii se joacă de-a v-ați ascunselea într-o pădure.

De-a v-ați ascunselea este unul din jocurile copilăriei în care mai mulți participanți se ascund, în afară de unul, care trebuie să-i găsească pe ceilalți. Cel desemnat trebuie să numere până la un număr prestabilit, după care spune „Cine nu e gata, îl iau cu lopata” și pleacă în căutarea celor care s-au ascuns. Primul sau ultimul găsit (decizia jucătorilor) este cel care va căuta în următoarea rundă. Jocul nu are un număr exact de participanți, putând juca peste 20, în funcție de zonă. Acest joc are anumite reguli, prima fiind aceea prin care un jucător, după ce este găsit, nu are voie să dezvăluie unde sunt ascunși ceilalți jucători; în caz contrar, acesta poate fi descalificat ori pus să numere în următoarea rundă (această regulă este una dintre puținele reguli de bază).
Acest joc se poate juca aproape peste tot. În unele zone acesta este numit și „pitulisu”, fiind un joc vechi dar și actual, precum și un joc popular (fiind jucat aproape peste tot în lume). Se joacă atât vara (caci este lumină până târziu) cât și iarna (când este zăpadă în care te poți ascunde). Nu există limitări de vârstă. Se pot stabili limite teritoriale, iar dacă te duci în afara zonei stabilite există riscul să nu fii căutat, să fii descalificat, sa fii pus să numeri la următoarea rundă, etc. În unele zone, dacă un participant nu a fost găsit, acesta îl salvează pe primul jucător descoperit (cel care ar trebui să numere în runda următoare). În această situație, cel care a numărat va număra din nou, iar dacă ultimul jucător este prins, primul găsit va lua locul celui care a numărat.
Există mai multe cărți de beletristică ce poartă numele jocului: „De-a v-ați ascunselea” (Vlad Mușatescu), „Jocul de-a v-ați ascunselea” (Em Madara), „De-a v-ați ascunselea” (James Patterson), „De-a v-ați ascunselea” (Ian Rankin).